# The Hundred
The Hundred ist ein Cricket-Wettbewerb in England und Wales für Franchises. Der Wettbewerb wird seit 2021 in einem neugeschaffenen 100-Ball-Format ausgetragen, das die Spielzeit auf etwa zweieinhalb Stunden reduziert. Dabei werden die Wettbewerbe im Frauen- und Männer-Cricket zusammen ausgetragen. Erfolgreichstes Team ist derzeit jeweils die Oval Invincibles mit je zwei Siegen im Männer- und Frauenwettbewerb.

## Geschichte
Das Turnier wurde erstmals im Jahr 2016 vom England and Wales Cricket Board vorgeschlagen. Es sollte ein auf wenige Städte, und nicht auf die 18 First-Class Cricket-Counties beschränkter Wettbewerb sein. Ursprünglich war die Austragung im Twenty20-Format geplant. Im April 2017 wurde die Einführung des Wettbewerbes beschlossen, wobei aus dem ursprünglich geplanten Wettbewerb von zwei bis drei Wochen Länge nun von einem 38-Tage-Fenster ausgegangen wurde. Ein wichtiges Argument war, dass Cricket damit im Vereinigten Königreich wieder im Free TV empfangbar wäre. Zunächst war ein Beginn im Jahr 2020 angedacht. Das Format selbst wurde im November 2019 bestätigt. Dabei wird das Spiel in 10 Over je 10 Bälle aufgeteilt, wobei zwei Bowler in einem Over bowlen können. Damit ist ein Innings 20 Bälle kürzer als im Twenty20-Format, womit man eine Zeitreduzierung auf zweieinhalb Stunden erhofft. Weitere Regeln wurden angepasst, um einen schnelleren Spielverlauf zu ermöglichen.
Der ECB wollte mit dem Wettbewerb neue Zuschauerschichten ansprechen. Während der Wettbewerb sich bei den Zuschauern als populär erwies, war er bei den Traditionalisten umstritten. Dabei wurde vor allem kritisiert, dass die Platzierung zur besten zeit in der Saison die anderen Wettbewerbe im nationalen englischen Cricket, wie dem Twenty20 Cup, der County Championship und dem Royal London One-Day Cup, an den Rand drängt. Auch wurde das Fokussierung auf die Städte zum Leidwesen der ländlichen Counties angeprangert. Im Jahr 2023 begannen die Diskussionen den Wettbewerb in ein Twenty20-Format zu ändern. Vor Vorlauf der Saison 2024 plante der ECB private Investitionen in die Teams zu ermöglichen.

## Teams
An The Hundred nehmen acht Franchises teil:
| Team                   | Stadt       | Stadion                     | verbundene Counties                        |
| ---------------------- | ----------- | --------------------------- | ------------------------------------------ |
| Birmingham Phoenix     | Birmingham  | Edgbaston Cricket Ground    | Warwickshire Worcestershire                |
| London Spirit          | London      | Lord’s Cricket Ground       | Essex, Middlesex Northamptonshire          |
| Manchester Originals   | Manchester  | Old Trafford Cricket Ground | Lancashire                                 |
| Northern Superchargers | Leeds       | Headingley Cricket Ground   | Durham Yorkshire                           |
| Oval Invincibles       | London      | The Oval                    | Kent Surrey                                |
| Southern Brave         | Southampton | Rose Bowl                   | Hampshire Sussex                           |
| Trent Rockets          | Nottingham  | Trent Bridge                | Derbyshire, Leicestershire Nottinghamshire |
| Welsh Fire             | Cardiff     | Sophia Gardens              | Glamorgan, Gloucestershire Somerset        |

## Austragungen

### Frauen
| Saison | Finalort | Sieger           | Finalgegner            | Ergebnis                               |
| ------ | -------- | ---------------- | ---------------------- | -------------------------------------- |
| 2021   | Lord’s   | Oval Invincibles | Southern Brave         | Oval Invincibles gewinnt mit 48 Runs   |
| 2022   | Lord’s   | Oval Invincibles | Southern Brave         | Oval Invincibles gewinnt mit 5 Wickets |
| 2023   | Lord’s   | Southern Brave   | Northern Superchargers | Southern Brave gewinnt mit 34 Runs     |
| 2023   | Lord’s   | Southern Brave   | London Spirit          | London Spirit gewinnt mit 4 Wickets    |

### Männer
| Saison | Finalort | Sieger           | Finalgegner          | Ergebnis                             |
| ------ | -------- | ---------------- | -------------------- | ------------------------------------ |
| 2021   | Lord’s   | Southern Brave   | Birmingham Phoenix   | Southern Braves gewinnt mit 32 Runs  |
| 2022   | Lord’s   | Trent Rockets    | Manchester Originals | Trent Rockets gewinnt mit 2 Wickets  |
| 2023   | Lord’s   | Oval Invincibles | Manchester Originals | Oval Invincibles gewinnt mit 14 Runs |
| 2024   | Lord’s   | Oval Invincibles | Southern Brave       | Oval Invincibles gewinnt mit 17 Runs |

## Abschneiden der Teams

### Frauen
| nicht teilgenommen |
| Vorrunde (VR)      |
| Halbfinale (HF)    |
| Zweiter Platz (2)  |
| Turniersieger (1)  |

| Team                   | 2021 | 2022 | 2023 | 2024 |
| ---------------------- | ---- | ---- | ---- | ---- |
| Birmingham Phoenix     | HF   | 4    | 8    | 7    |
| London Spirit          | 4    | 7    | 6    | 1    |
| Manchester Originals   | 5    | 6    | 7    | 6    |
| Northern Superchargers | 6    | 5    | 2    | 4    |
| Oval Invincibles       | 1    | 1    | 5    | HF   |
| Southern Brave         | 2    | 2    | 1    | 8    |
| Trent Rockets          | 7    | HF   | 4    | 5    |
| Welsh Fire             | 8    | 8    | HF   | 2    |

### Männer
| Team                   | 2021 | 2022 | 2023 | 2024 |
| ---------------------- | ---- | ---- | ---- | ---- |
| Birmingham Phoenix     | 2    | 4    | 6    | HF   |
| London Spirit          | 8    | HF   | 7    | 8    |
| Manchester Originals   | 6    | 2    | 2    | 7    |
| Northern Superchargers | 5    | 6    | 8    | 4    |
| Oval Invincibles       | 4    | 5    | 1    | 1    |
| Southern Brave         | 1    | 7    | HF   | 2    |
| Trent Rockets          | HF   | 1    | 5    | 5    |
| Welsh Fire             | 7    | 8    | 4    | 6    |